# Stephen Frick
Stephen Nathaniel Frick (Pittsburgh, 30 september 1964) is een Amerikaans voormalig ruimtevaarder. Frick zijn eerste ruimtevlucht was STS-110 met de spaceshuttle Atlantis en vond plaats op 8 april 2002. Tijdens de missie werd de S0 Truss-module gekoppeld aan de Destiny Laboratory-module van het Internationaal ruimtestation ISS.
Frick maakte deel uit van NASA Astronaut Group 16. Deze groep van 44 ruimtevaarders begon hun training in 1996 en had als bijnaam The Sardines.
In totaal heeft Frick twee ruimtevluchten op zijn naam staan. In 2010 verliet hij NASA en ging hij als astronaut met pensioen.